# 저스트 머스터드
저스트 머스터드(영어: Just Mustard)는 아일랜드의 던도크에서 결성한 록 밴드이다.

## 경력
데뷔 음반 《Wednesday》는 2018년 피자 피자 레코드를 통해 발매되었다. 밴드가 스스로 프로듀싱하고 던도크와 엔지니어 크리스 라이언과 함께한 스타트 투게더 스튜디오에서 녹음을 진행했다. 《Wednesday》는 2018년 초이스 뮤직상에 후보로 올랐다. 2020년 밴드는 브루클린의 레이블 파르티잔 레코드와 계약하였으며, 2022년 5월 《Heart Under》를 발매할 예정이다.

## 멤버
- 케이티 볼 (보컬)
- 데이비드 누넌 (기타/보컬)
- 미트 칼리온 (기타)
- 롭 클라크 (베이스)
- 셰인 맥과이어 (드럼)[7]

## 디스코그래피
음반
- Wednesday (2018)
- Heart Under (2022)

EP
- Just Mustard (2016)[8]
- Live Session (Park Time Punks KXLU) (2020)[9]

싱글
- "Frank // October" (2019)
- "Seven" (2019)
- "I Am You" (2021)